# Ja, Bulgarien!
Ja, Bulgarien! (bulgarisch Да, България! Da, Balgarija!) ist eine bulgarische Partei, die im Januar 2017 vom ehemaligen Justizminister Christo Iwanow gegründet wurde. Zu Parlamentswahlen in Bulgarien tritt sie als Teil des Wahlbündnisses Demokratisches Bulgarien an. Im März 2024 beschloss die Partei, der Europäischen Volkspartei beitreten zu wollen.

## Wahlergebnisse
Das prozentuale Ergebnis bezieht sich stets auf das gesamte Bündnis und beinhaltet nicht nur Stimmen für Ja, Bulgarien! selbst.
| Wahl                                      | Ergebnis | Sitze (DaB/Bündnis) | Bündnis                                             |
| ----------------------------------------- | -------- | ------------------- | --------------------------------------------------- |
| Parlamentswahl in Bulgarien 2017          | 3,0 %    | 0/240               | mit Selenite und DEOS                               |
| Europawahl 2019                           | 6,1 %    | 0/171/17            | Demokratisches Bulgarien                            |
| Parlamentswahl in Bulgarien April 2021    | 9,5 %    | 13/24027/240        | Demokratisches Bulgarien                            |
| Parlamentswahl in Bulgarien Juli 2021     | 12,7 %   | 19/24034/240        | Demokratisches Bulgarien                            |
| Parlamentswahl in Bulgarien November 2021 | 6,4 %    | 10/24016/240        | Demokratisches Bulgarien                            |
| Parlamentswahl in Bulgarien 2022          | 7,4 %    | 9/24020/240         | Demokratisches Bulgarien                            |
| Parlamentswahl in Bulgarien 2023          | 24,6 %   | 13/24064/240        | Wir setzen den Wandel fort–Demokratisches Bulgarien |
| Europawahl 2024                           | 14,9 %   | 0/173/17            | Wir setzen den Wandel fort–Demokratisches Bulgarien |
| Parlamentswahl in Bulgarien Juni 2024     | 14,3 %   | 9/24039/240 a       | Wir setzen den Wandel fort–Demokratisches Bulgarien |